# Christina Marie Riggs
Christina Marie Riggs (2 de septiembre de 1971 - 2 de mayo de 2000) fue una asesina ejecutada en Arkansas por inyección letal en 2000. Fue declarada culpable de los asesinatos de sus dos pequeños hijos, Justin Dalton Thomas, de 5 años, y Shelby Alexis Riggs, de 2 años, ocurridos en 1997.
Riggs fue la primera mujer ejecutada en Arkansas desde la ejecución de Lavinia Burnett en 1845. Y fue la quinta mujer ejecutada en los Estados Unidos desde la reinstauración de la pena de muerte en 1976.

## Primeros años
Cristiana Marie Thomas nació el 2 de septiembre de 1971 en Lawton, Oklahoma. Su hermano mayor la abuso sexualmente antes de que ella cumpliera los 6 años de edad, más adelante sufriría también abuso sexual por parte de un vecino. A los 16 años de edad quedó embarazada y dio a su hijo en adopción. Tras terminar la secundaria estudio y se convirtió en una enfermera licenciada.
Después de haber salido con varios hombres, comenzó una relación con Timothy Thompson, más adelante mientras estaba embarazada se separaron y ella revivió una relación anterior con el marinero Jon Riggs. Mientras estaba con Jon nació Justin el 7 de junio de 1992. En diciembre de 1994 nació su hija Shelby. El matrimonio con Jon se fue deteriorando debido a varios problemas en la pareja, Jon una vez golpeó tan fuerte en el estómago a Justin que el niño tuvo que ser llevado al hospital.

## Asesinato de sus hijos
Los niños murieron en sus camas en la casa de la familia en Sherwood, Arkansas, el martes 4 de noviembre de 1997. El plan para los asesinatos implicó inyectar a los niños cloruro de potasio sin diluir justo después de darles amitriptilina para sedarlos. Sin embargo, el cloruro de potasio no se diluyó apropiadamente y le quemó las venas a su hijo, causándole a Justin un dolor terrible, pero no la muerte. Por lo cual lo asfixió con una almohada cuando la inyección fue ineficaz. Luego sofocó a su hija Shelby, sin inyectarle nada a ella después de ver el dolor que la sustancia le causó a Justin. A continuación Riggs colocó los cuerpos de los niños en su cama, los cubrió con una manta, y escribió notas de suicidio. Luego intentó suicidarse tomando veintiocho pastillas de amitriptilina e inyectándose a sí misma con cloruro de potasio diluido. Diecinueve horas más tarde, la madre de Riggs la descubrió inconsciente en el suelo de su casa. La defensa de Riggs dijo que sufría de depresión y al parecer no quería que sus hijos se separaran después de su suicidio previsto. Los niños eran de padres diferentes.

## Juicio y condena
En el juicio en junio de 1998, Riggs afirmó que ella no era culpable por razones de demencia, pero el jurado del condado de Pulaski la declaró culpable por los asesinatos. Durante la fase de sentencia, Riggs no permitió que sus abogados presentaran una defensa, diciendo que quería una sentencia de muerte. Riggs fue colocada en el Departamento de Corrección del sistema de Arkansas y se mantuvo en Unidad de McPherson, que incluía el corredor de la muerte femenino, hasta su ejecución. La cámara de ejecución de Arkansas se encuentra en la Unidad de Cummins.

## Ejecución
El 30 de abril de 2000, Riggs fue trasladada desde la Unidad McPherson a la Unidad de Cummins mientras se preparaba su ejecución. Ella fue ejecutada a las 9:28 p. m. del martes 2 de mayo de 2000. Su declaración antes del inicio de la ejecución fue: "No hay palabras para expresar lo mucho que lo siento por haber quitado la vida de mis bebés, de ninguna forma puedo compensar o quitar el dolor que he causado a todos los que conocía". "Ahora puedo volver con mis niños como siempre había querido". Sus últimas palabras fueron: "Los amo, mis bebés". Riggs fue ejecutada con una inyección de cloruro de potasio, la misma sustancia con la que trató de matar a sus hijos.
Riggs fue la quinta mujer ejecutada en los Estados Unidos desde el restablecimiento de la pena de muerte en 1976. Ella fue la primera mujer ejecutada en Arkansas desde la ejecución de Lavinia Burnett en 1845.